# Budapest emléktábláinak listája
A Budapesten található, vagy bizonyítottan létezett, de már eltűnt emléktáblák összegző listája.
Rövidítések, jelmagyarázat
- (Bk): botlatókő
- (E): eltávolítva
- (K): különleges emléktábla
- (SztLGyf): az emléktábla a Szent Lukács gyógyfürdőben található
- (10): ha zárójelben egy szám van feltüntetve, az azt jelenti, hogy az adott kerületben hány ugyanolyan nevű emléktábla van

## Betűrendben
| Ábécé szerinti tartalomjegyzék                                                                           |
| --- |
| A, Á B C Cs D Dz Dzs E, É F G Gy H I, Í J K L Ly M N Ny O, Ó Ö, Ő P Q R S Sz T Ty U, Ú Ü, Ű V W X Y Z Zs |

## 1...
- 1. honvéd felderítő zászlóalj hősi halottai – XIII.
- 1. vasútépítő hadosztály – VIII.
- 26. tábori vadászzászlóalj hősei – XXII.
- 82. székely gyalogezred – I.
- 107/302. kisegítő munkásszázad – XIII.
- 125 éves MÁV – VIII.
- 130 év a közoktatásban és szakképzésben – XIII.
- 311. „Vörösmarty” cserkészcsapat – II.
- 1838-as pesti árvíz – II. (3), III. (4), VIII. (3)
- 1848. évi jobbágyfelszabadítás – V.
- 1848. március 15. – V.
- 1848-as védőállás-foglalás – II.
- 1849-es tavaszi hadjárat helyi eseményei – IV.
- 1849. május 21. – I.
- 1876-os árvíz – III.
- 1944-ben elhurcolt zsidók emlékére – II.
- 1945 önkéntes katonái emlékére – I.
- 1945-ös árvíz – III.
- 1956. október 23. – XII.
- 1956. október 25. – V. (2)
- 1956-ban átállt szovjet katonák – VI.
- 1956 mártírjai – II.
- 1956-os angyalföldi mártírok[1] – XIII.
- 1956-os forradalom – III., IV. (2), V. (2), VI., VIII., IX. (3), XI. (2), XIII., XIV., XXI.
- 1956-os forradalom áldozatai – VIII.
- 1956-os forradalom Corvin közi hősei – VIII.
- 1956-os forradalom egészségközpontja – VII.
- 1956-os forradalom hősei – VII., VIII.
- 1956-os forradalom óbudai áldozatai – III.
- 1956-os forradalom óbudai harcainak mártírjai – III.
- 1956-os forradalom pestszentlőrinci áldozatai – XVIII.
- 1956-os forradalom és szabadságharc Pongrác telepi áldozatai – X.
- 1956 hősi katonái – I.
- 1956-os hősök – IV.
- 1956, katona mártírok – I.
- 1956-os Nemzetőrség – VII.
- 1989-es határnyitás – II.
- 25 000. házgyári lakás – III.
- 26 000 helyreállított budapesti tetőszerkezet – V.

## A, Á
- Aba-Novák Vilmos – I.
- Abbázia kávéház – VI.
- Abdolbahá – VIII.
- Ábel Jenő – XI.
- Ábrányi család – VI.
- Ács Ferenc és neje – XIII. (Bk)
- Aczél Bertalan – V. (Bk)
- Ádám György – XIII.
- Ádám Jenő – XII.
- Ádám Ottó – V.
- Adler Ignác – V. (Bk)
- Ady Endre – II., V. (2), VI.
- Aeroexpress Rt. – XI.
- Agárdy Gábor – VI.
- Aggházy Kamil – II., I.
- Agrártudományi Egyesület – XI.
- akadémia – II.
- Az Akadémia egykori bérháza később könyvtára – V.
- akadémia növendékek hősi halottai – I.
- Albertfalva első világháborúban elesett hősei – XI.
- Alánt Oszkár – XIII.
- Áldor János László – XI. (Bk)
- Alexander Bernát – V.
- Almási Balogh Loránd – III.
- Almásy László – XI.
- Alpár Ignác – II., VII., XIV.
- Alsó Duna-rondella – V.
- Általános Munkásegylet első nagygyűlése – VIII.
- Ambrus Zoltán – VIII.
- Ancsel Éva – VI.
- Andrássy Gyula – VI.
- Per Anger – XI.
- Angyalföld–Floridsdorf testvérkerület – XIII.
- Angyalföld kocsiszín első világháborús halottai – IV.
- Angyalföld kocsiszín hősi halottai – IV.
- Angyalföldi Műjéggyár – XIII.
- Angyalföldi Szabó Zoltán – XIII.
- Antall József, id. – V.
- Az antifasiszta magyar katonai ellenállás mártírjai – I.
- Apponyi Albert – I.
- Apponyi György – I.
- Áprily Lajos – II.
- Arany Bálint – XIV.
- Arany Dániel – XIV.
- Arany János – V., VII., IX.
- Arató István – XIII.
- Árkay Aladár – XII. (2)
- Árkay Bertalan – XII.
- Árpád-házi Szent Erzsébet – III.
- Árpád-házi Szent Margit – XIII.
- Árpád híd – III.
- Árpád magyar fejedelem – XXI.
- Artner Móricné – II. (Bk)
- Árva János – XIII.
- Asbóth József – XI.
- Aschner Lipót – IV. (2)
- Assisi Szent Ferenc – II.
- Aurora irodalmi zsebkönyv – VIII., IX.

## B
- Baár–Madas Református Gimnázium – II.
- Babarczi Schwartzer Ferenc – XII.
- Babits Mihály – I. (4), IV. (2)
- Babits Mihály sétány utcanévtábla – I.
- Bächer Iván – XIII.
- Bacsó Béla – VIII.
- Badacsonyi György – III.
- Baghy Gyula – VII.
- Bagi István – XIV.
- Bajcsy-Zsilinszky Endre – I., IV., VI., VIII., XXI.
- Bajor Gizi – XII.
- Bajor Nagy Ernő – XIII.
- Bajza József – IV., VII.
- Bakáts tér – IX.
- Bakfark Bálint – II.
- Bakó Márta – III., XIII.
- Baktay Ervin – XI.
- Balásházy János – V.
- Balassa Imre – I.
- Balassa János – VIII.
- Balassa Péter – I.
- Balassi Bálint – V.
- Balatoni Kamill – II.
- Balázs József – XII.
- Balázs Ödön, Balázs Ödönné – XIII. (Bk)
- Balázs Samu – VI.
- Bali Sándor – VI.
- Bálint Béla – XXII.
- Bálint György – XIII.
- Bálint Mihály – I.
- Balkay Géza – I.
- Ballagi Mór – IX.
- Balogh Dezső – VII. (Bk)
- Balogh Károly – V.
- Baló Zoltán – II.
- Bán Béla – II.
- Bandi házaspár – VII. (Bk)
- Band Sándor – VII. (Bk)
- Bán Ferenc és neje – XIII. (Bk)
- Bán Frigyes – XIV.
- Bánffy Miklós – VIII.
- Bangha Béla – VIII.
- Povl Bang-Jensen – VIII.
- Bánhidi László – XIII.
- Bán István – III.
- Bánki Donát – II., XIV.
- Bánovszky Miklós – XIII.
- Bánsági András – IX.
- Bányai László – VIII.
- Bányai Tamás – XIII.
- Baptisták árvaháza – XI.
- Barabás Gizella – XI.
- Barabás-villa – XII.
- Barba Péter – III.
- Bárczi Géza – III.
- Bárczi Gusztáv – XI.
- Bárczy István – V., XII., XIV.
- Barcsay Jenő – VI.
- Bárd István – VII. (Bk)
- Bárdos Andor – VII. (Bk)
- Bárdos Artúr – V., XI.
- Bárdos Lajos – II.
- Barkóczy Sándor – XIV.
- Baross Gábor – VII., VIII. (3), XVIII.
- Baross László – V.
- Barta Sándor – V.
- Barta Tamás – VI.
- Bartha Dénes – I.
- Bartók Béla – I., II. (E[2]), XI.
- Bartoniek Géza – IX.
- Bartus Miklós – XII.
- Basilides Mária – VI.
- Batári Ferenc – XII.
- Báthory István – V.
- Báthory László – II. (E[3])
- Báthy Anna – XII.
- Bátori-barlang – II.
- Batta József – VIII.
- Batthyány Lajos – I., V.
- Batthyány Lajos Általános Iskola 125. évf. – I.
- Batthyány-Strattmann László – I.
- Bauer Ferenc – XIII. (Bk)
- Bauer Rudolf – IX.
- Bauer Sándor – VIII.
- Baumgarten Ferenc Ferdinánd – V.
- BEAC Centenárium – XI.
- BEAC olimpiai bajnokok – XI.
- Beamter Jenő – VII.
- Bebo Károly – III.
- Ludwig van Beethoven – I., XII.
- Beke Manó – II.
- Békemérföldkő – XIII.
- Békés Pál – VII., XIII.
- Békésy György – I.
- Bella István – VII.
- Bellay László – XIII.
- Belvárosi kávéház – V.
- Bem József – V.
- Bence György – XIII.
- Bencze Ernő – XIV.
- Benczúr Gyula – VI.
- Bene Géza – XIV.
- Benedek Elek – V.
- Benedek Tibor – XIII.
- Benkő Gyula – V.
- Benkó Tibor – VIII.
- Bényi László – XI.
- Bér Rudolf – VI.
- Berán János – XIII. (Bk)
- Bérczi Béla – V. (Bk)
- Berczik Sára – II.
- Berczik Zoltán – XI.
- Bercsényi Miklós – XI.
- Berda József – XIII.
- Bereczky Albert – XIII.
- Berencsi György – XIII.
- Berény Róbert – XII.
- Béres József – III.
- Beretzky Endre – X.
- Berger Gyula – XIV. (Bk)
- Berger László – XIV. (Bk)
- Berki Viola – IX.
- Berky Lili – XVII.
- Bernáth Aurél – V.
- Bertalan Lajos – XI.
- Berzeviczy Gizella – XIII.
- Bessenyei Ferenc – V.
- Bessenyei Ferenc – VIII.
- besztercei gyalogezred – I.
- Bezsilla Nándor – XV.
- Bibó István – V.
- Bihari János – IX.
- Bihari Sándor – XIX.
- Bilicsi Tivadar – VI.
- Birkás Endre – I.
- Bíró Henrik – II. (Bk)
- Bíró László József – II.
- Bíró Mihály – XII.
- Blaha Lujza – VII.
- Blantz Sándor – XIII.
- Blantzné Kozlik Margit – XIII.
- Bláthy Ottó Titusz – II., VIII.
- Blaskó János – XIII.
- Blau György – VIII. (Bk)
- Blau Ottó – VIII. (Bk)
- Blau Vera – XIII. (Bk)
- Bobula János, id. – VI., VIII.
- Bodor Péter – XIII.
- Bódy Gábor – IX.
- Bogdánfy Ödön – XI.
- Bogen Erna – I.
- Bohóc – VII. (K)
- Bóka László – VIII., IX.
- Bokányi Dezső – II. (E[4])
- Bókay-kert – XVIII.
- Bokros Birman Dezső – XIII.
- Bolberitz Károly – I.
- Boldizsár István – VI.
- Bolgár Elek – II. (E[5])
- Bolgár Iskola – IX.
- Bolgárkertészek – XIV.
- Bolyai János – II. (E[6])
- Bolyai János Általános Gimnázium – XIII.
- Bolyai János Természettudományi Népi Kollégium – II.
- Boncza Berta (Csinszka) – XIII.
- Antonio Bonfini – III.
- Boráros János – IX.
- Borbás Tibor – XI.
- Borbás Vince – V.
- Friedrich Born – I.
- Boros Mátyás – XIV.
- Borsody László – V.
- Boschán Erzsébet – XIV. (Bk)
- Boschán Franciska – XIV. (Bk)
- Boschán Jenőné – XIV. (Bk)
- Botka Imre – XIV.
- Bottyán Olga – XI.
- Bozzay Dezső – VII.
- Bozzay Margit – VII.
- Bozsik József – XIX.
- Böckh János – XIV.
- Böhm Vilmos – VII.
- Bölöni György – II. (E[7])
- Brandi Jenő – VII.
- Teixeira Branquinho – XIII.
- Branyiszkói ütközet – II.
- Bródy Imre – IV.
- Bródy Sándor – VIII., XIII.
- Brunszvik Teréz – I.
- Brüll Alfréd – VI. (Bk), VIII.
- Buchsbaum Jolán – XIII. (Bk)
- a BTE hősi halottjai – III.
- Budafok XVIII. századi benépesítése – XXII.
- Budai II László – XV.
- Budai Közigazgatási Kirendeltség – II.
- a budai nádori vízmérce felállításának 150. évf. – I.
- a Budai Nemzeti Bizottság – XI.
- Budai Önkéntes Ezred – I.
- Budai Tornacsarnok – I.
- Budai Váralagút – I.
- Budapest–Esztergom-vasútvonal 100. évf. – VI.
- Budapest-Fasori Evangélikus Gimnázium – VII.
- Budapesti Általános Villamossági Rt. – XIII.
- Budapesti Bolgár Általános Iskola és Progimnázium – VIII.
- Budapesti Fegyház és Börtön – X.
- Budapesti Önkéntes Mentőegyesület – V.
- Budaújlaki vízmű – III.
- Budavár visszafoglalása 250. évf. – I.
- Bujtor István – IX.
- Bulányi György – XII.
- Bulla Elma – XIII.
- Bulyovszky Gyula – XVII.
- Burger Alice – XIII.
- Burgos Júlia – XIII.

## C
- Robert Capa – V.
- Carolina gőzhajó – XIV.
- Cathry Szaléz Ferenc – XII.
- Cavallier József – XII.
- Cházár András – XIV.
- Cházár András Országos Siketnéma Otthon – VIII.
- Cholnoky Jenő – VIII.
- Cholnoky László – IX.
- Cholnoky Viktor – IX.
- cigány áldozatok – I.
- Clark Ádám – I.
- Collegium Josephinum – VI.
- Conti-kápolna – X. (2)
- Corvin közi mártírok – VIII.
- Curia utca – V.
- Czabán Samu – XV.
- Czeizel Endre – II.
- Czettler Jenő – VI.
- Czetz János – III. (2)
- Cziffra György (zongoraművész) – XIII., XXII.
- Czine Mihály – I.
- Czuczor Gergely – V., IX.
- Czuczor utca – IX.
- Czukker házaspár – VII. (Bk)

## Cs
- Csanádi Árpád – XIV.
- Csanádi Árpád Általános Iskola, Sportiskola, Középiskola és Pedagógiai Intézet – XIV.
- Csányi István – VIII.
- Csapody Vera – VIII.
- Csarnok tér – IX.
- Császár-Komjádi Béla Sportuszoda újjáépítése – II.
- Csécsy Imre – I.
- Cseh Tamás – I.
- Csekovszky Árpád – XVII.
- Csemegi Károly – XII.
- csendőr hősi halottak – I.
- Csengery Antal – VII.
- Csengey Dénes – XII.
- Csepeli '56-osok – XXI.
- A csepeli gyorsvasút fennállásának 50. évf. – IX.
- Csepeli HÉV 100. évf. – XXI.
- Csepeli református templom – XXI.
- Csepel kiürítésének megakadályozása – XXI.
- Csepel újjáépítése – XXI.
- Csepel újjászületése – XXI.
- Cserepes István – VIII.
- Cseres Tibor – XII.
- Cserháti Sándor – V.
- Cserjesi József és tantestülete – XIV.
- Csernus Tibor – XIII.
- Cserny József – XII.
- Csiki Ernő – II.
- Csillag László – XIII.
- csillagos ház – III., V., VI.
- Csinszka (Boncza Berta) – XIII.
- Csók István – VI.
- Csonka János – XI.
- Csonka torony – I.
- Csonti Szabó István – XI.
- Csontváry Kosztka Tivadar – XI., XVIII.
- Csortos Gyula – I.
- Csősztorony – X.
- Csukás István – III.
- Csűrös Karola – XIII.

## D
- Dabóczi Mihály – IX.
- Dajka Margit – VI.
- Damjanich János – VII.
- Dán Andor – VI. (Bk)
- Carl-Ivan Danielson – XI.
- Darázs Árpád – VII.
- Darvas Iván – VIII.
- Darvas József – II.
- Charles Darwin – VIII.
- Dávid Ferenc – XI., XVIII.
- Deák Bárdos György – XII.
- Deák Ferenc – V.
- Deák Ferenc – XIII., XVIII.
- Deák téri evangélikus templom 200. évf. – V.
- Debrecen városa – XIII.
- Delly Rózsi – VIII.
- Henryk Dembiński – VII.
- Demokrata Néppárt – V.
- Dénes György – XIII.
- G. Dénes György – XIV.
- Dénes Vera – XIII.
- Dénes Zsigmond – I.
- Déri János – XIII.
- Déri Miksa – II., VIII.
- Derkovits Gyula – VIII.
- Déry Tibor – XIII.
- Dési Huber István – IX., XII.
- Dési Illés – XI.
- Dessewffy Arisztid – VI.
- Deutsch házaspár – VI. (Bk)
- Dévai Bíró Mátyás – III.
- Diebold Hermann – XXI.
- Dienes András – I.
- Dienes Béla – IV.
- Dienes Valéria – XII.
- Diescher József – VIII.
- Ditrói Mór – XIII. (2)
- Divald Kornél – XI.
- Dlauchy Károly – IX.
- Dohnányi Ernő – VI.
- Dobozy Imre – XIII.
- Dollinger Gyula – XII.
- Domán István – XIII.
- Dombrovszky László – II.
- Domján Edit – XIII.
- Domján József – X.
- Domokos Pál Péter – XI.
- Domonkos-rendi kolostor – I.
- Donáth Ferenc – V.
- Dórits István – IX.
- Dózsa György – XIV.
- Dózsa György Népi Kollégium – VII.
- Döbrentei Gábor – XII.
- Dömök István – IX.
- Dráfi József – IV. (Bk)
- Dudás József – II.
- Dugonics András – VIII.
- Dumba Miklós – VII.
- Dunyov István – XIII. (2)
- Durkó Zsolt – I.
- Duray Tibor – XIII.
- Duschanek János – XIII.
- Albrecht Dürer – XIV.

## E, É
- Ecsődi Ákos – XI.
- Éder Gyula – I.
- Egészségügyi önkéntesek – I.
- Egressy Béni – VIII.
- Egri Csaba – XII.
- Egyed László – XI.
- Egyetemi Forradalmi Bizottság – V.
- az Egyetemi Rohamzászlóalj hősi halottai – I.
- Egykori csepeli tűzoltóság épülete – XXI.
- Eiben István – II.
- Eichmann Izsák Simon – VIII. (Bk)
- Eisemann Mihály – II.
- Elek Ilona – V.
- Elekes Pál – XIII.
- ellenállók 1939–1944 – I.
- első bölcsőde – V.
- első budai egyetem – III.
- első budapesti elektromos közvilágítás – VII.
- Első Budapesti Légszesz Gyár – VIII.
- első budapesti táncház – VI.
- első hazai szövetkezeti lakásépítés – VIII.
- első magyar ejtőernyős alakulat – I.
- Első Magyar Csavargyár Rt. – XIII.
- Első Magyar Gépgyár Rt. – XIII.
- első magyar motorverseny – VI.
- első magyar nyelvű színházi előadás – I.
- első magyar Waldorf-iskola – XII.
- első magyarországi óvónőképző – VII.
- első óbudai zsidó temető – III.
- Első Osztrák Jutafonó és Szövőgyár Rt. 100 éves munkásháza – XIII.
- első panel beemelése Óbudán – III.
- első pesti lóvasút végállomása – XIII.
- első tájfutóverseny – II.
- első trolibusz járat – III.
- első vasútvonal – IV.
- első világháború postás hősi halottak – V.
- első világháború vasutas hősei – VI.
- első világháborús áldozatok – II.
- ELTE BTK 375. évf. – VIII.
- Ember Judit – XIII.
- Ember Mária – XI.
- Endrei Walter – III.
- Engel Miklós – XIII. (Bk)
- Eötvös Gábor – VII.
- Eötvös József – II., XIII.
- Eötvös József Collegium – IX.
- Eötvös Károly – VI.
- Eötvös Loránd – VIII., XII.
- Erdei Ferenc – V.
- Erdélyi József – XII.
- Erdélyi Tamás – V.
- Erdős Ferencné – VIII. (Bk)
- Erdős László – VII.
- Erkel Ferenc – I., VI. (2), IX.
- Erkel Ferenc Általános Iskola – VI.
- Erkel Gyula – IV.
- Erkel Tibor – IV.
- Erki Edit – VIII.
- Ervin Gábor – XII.
- Erzsébet Gőzmalom Rt. nyugdíjalapi bérháza – XIII.
- Erzsébet híd – I.
- Erzsébet királyné – VII., XII. (2)
- Erzsébet Kórház – XII.
- Esterházy János – IV., V.
- Esze Tamás – XIX.
- Evangélikus templom – X.

## F
- Faber Gabriella – VI.
- Fáczányi Ármin – X.
- Faludi Ferenc – I.
- Faludy György – VII., XIII.
- Familia folyóirat – V.
- Faragó Andor – XI. (Bk)
- Faragó György – XI. (Bk)
- Faragó István – XI. (Bk)
- Faragó János – VII.
- Dr. Faragó Sándor „pingpongdoki” – III.
- Farkas Imre – XIV.
- Farkas István – VI.
- Farkas József és neje – XIII. (Bk)
- Fasching Antal – V.
- a fasizmus áldozatai – VII.
- Fáy András – V.
- Fébé Egyesület – II.
- Fehér Hajó utca – V.
- Fehér Klára – VII.
- Fejes Endre – XIII.
- Fejes Sándor – V., XI.
- Fejtő Ferenc – XIV.
- Fekete István – II., XII.
- Fekete József – VIII.
- Fekete László – II.
- Fekete Tamás – V.
- Felkelők 1956 – XII. (3)
- Felsőbüki Nagy Pál – XIV.
- Fényes Adolf – III., VI.
- Fényes Elek – II.
- Fenyő László – VI.
- Ferencváros – IX.
- Ferencvárosi Torna Club – IX.
- az FTC olimpiai bajnokainak sétánya – X.
- Ferencz Károly – V.
- Ferenczi István – IX.
- Ferenczi Krisztina – XIII.
- Ferenczi Sándor – I.
- Ferenczy Béni – XIII.
- Ferenczy István – V.
- Ferenczy Károly – V.
- Ferenczy Noémi – V. (2)
- Ferencsik János – I., II.
- Ferjáncz Attila – XIII.
- Fery Antal – XI.
- Fery Oszkár – XII.
- Feszty Árpád – I.
- Feszty Masa – I.
- Fettich Nándor – XI.
- Fiáth János – I.
- Clinge Fledderus – VIII.
- Fillenz Károly és neje – V. (Bk)
- Fischer Ágoston – III.
- Fischer Annie – XIII.
- Fischer István – XIV.
- Fischer József – XIII.
- Fischer Sándor – VII. (Bk)
- Fleischer Antal – VI.
- Fleischmann Rudolf – V.
- Floridsdorf sétány – XIII.
- Fodor András – VI.
- Fodor Imre – XIII.
- Fodor János – VI.
- Foerk Ernő – III.
- Fokos-Fuchs Dávid Rafael – VII.
- Folyamierők hősi halottai – I.
- Forbáth Ármin András – I. (Bk)
- Forgács Antal – XIII.
- Forgács Pál – XI.
- Forrai Magániskola – XIII.
- Forrai Miklós – II.
- Földes Andor – III.
- Földes Ferenc Szakközépiskola – II.
- Fővárosi Gyakorló Óvoda – VIII.
- Frigyes Klinika Táncsics Ellenállási Zászlóalj – I.
- Fürjes Sándor – VII.
- Fürkész óvoda – XI.
- Für Lajos – VII
- Füst Milán – II., VII.
- Füvészkert 200. évf. – VIII.

## G
- Gaál Mózes – VIII.
- Gabányi János – I.
- Gábor Áron – II.
- Gábor Áron Honvéd Tüzérségi Hadapródiskola hősi halottai – I.
- Gábor Dénes – V. (2)
- Gábor Miklós – XIII.
- Gábor Móricz – VIII.
- Gáborjáni Szabó Kálmán – XII.
- Gábriel Ferenc – V.
- Gadányi Jenő – XII.
- Gádor István – XIV.
- Gál Ferenc – XII.
- Galamb Sándor – IX.
- Galambos Jenő – VII. (Bk)
- Galántay Tibor – II.
- Gáldi László – XI.
- Gáll István – VI.
- Ganz Ábrahám – II.
- Ganz gyár, első öntés – II.
- Ganz gyár villamossági osztálya – II.
- Ganz Közlekedési Mérőműszerek Gyára – XIII.
- Ganz Vasöntöde – II.
- Garai István – II. (Bk)
- Garas Dezső – II. (SztLGyf), VII.
- Gárdonyi Zoltán – II.
- Gárdos László Károly – XIII. (Bk)
- Gárdos Péter – I.
- Sampiano Garrido – XIII.
- Gartner Pálné – XIII. (Bk)
- Gaudiopolis – XII.
- Géczi József – XIII.
- Gellei Jenő– XIII. (Bk)
- Gelléri Andor Endre – III. (2)
- Gellért Oszkár – XIII.
- géniuszaink üzenete – II.
- Gera György – XII.
- Gereben Ágnes – VII.
- Gereblyés László – II.
- Gérecz Attila – VI., VII.
- Gerecze Péter – XV.
- Gerendási Miklós – VII. (Bk)
- Gerevich Aladár – I.
- Gergely Győző – XIII.
- Gerlóczy Gedeon – V., XI.
- Gerlóczy Károly – X.
- Germanus Gyula – II., V.
- Gerő László – V.
- Gerzson Pál – VIII.
- a Gestapo áldozataiért – II.
- Gesztenye Óvoda – X.
- a gettó egészségügyesei – VII.
- a gettó egyik vízcsapja  – VII.
- a gettó fala – VII.
- a gettó kapuja – VII.
- a gettó segélyhelyei – VII.
- Gidófalvy Lajos – XIII.
- Gimes Miklós – II., VIII.
- Gion Nándor – X.
- Giorgio Perlasca Kereskedelmi, Vendéglátóipari Szakközépiskola és Szakiskola – X.
- Gizella királyné Leánygimnázium – II.
- Glaser Benő – XIII. (Bk)
- Glasz Géza – XIX.
- Glatz Oszkár – XII.
- Goldberger Ferenc – III.
- a Goldberger-gyár mártírjai – III.
- Goldberger Leó – V.
- Goldmann György – V.
- Goldmark Károly – XII.
- Goldner Adolf – XIV. (Bk)
- Goldziher Ignác – VII.
- Golopencza Illés – XIII.
- Gonda Hugóné – XIII. (Bk)
- gorodoki lovasroham – I.
- Gózon Gyula – XVII.
- Gozsdu Manó – VII. (2)
- Göllesz Viktor – VII.
- Göncz Árpád – III.
- Gönczy Pál – IX.
- Görgei Artúr – XXI.
- Görgey–Táncsics Egyetemi Ellenállási Zászlóaljak és a segítő tanszékek – I.
- Görög menekült gyermekek – IV.
- Gráber Margit – VI.
- Gross Arnold – XI.
- Grosz Gyurika – VI. (Bk)
- Gruber Béla – III.
- Grünbaum Gábor – VII. (Bk)
- Gubitz András – V.
- Gregersen Guilbrand – IX.
- Guckler Károly – III.
- Guinness rekord – Gyermekvasút – II.
- Gulácsy Irén – II.
- Gulácsy Lajos – III., VIII.
- Johannes Gutenberg – VIII.
- Guth Jenő – VI. (Bk)
- Gül Baba – II.

## Gy
- Gyagyovszky Emil – VII.
- Gyalókay Jenő – I.
- Gyergyai Albert – II.
- Gyermekvasút – XII. (2)
- Gyermekvasút – Guinness rekord – II.
- Gyóni Géza – VII.
- Gyöngyösi István – XIII.
- Györffy István – V. (2)
- Györe Imre – XIII.
- Györki Imre – V.
- Győry István – XI.
- Győry Vilmos – V.
- Gyulai Károly – XVIII.
- Gyulai Pál – VIII.
- Gyurkovics Mária – II., XI.
- Gyurkovics Tibor – I., XIV.

## H
- Haasz Ágnes – VII. (Bk)
- Haasz Jenőné – VII. (Bk)
- Hacker-ház – VII.
- Hadik ház – V.
- Hadik kávéház – XI.
- Haditengerészet 1867–1918 – I.
- Hadrovics László – XI.
- Hadtörténelmi Levéltár – I.
- Hadtörténelmi Múzeum – I.
- Dimitriosz Hadzisz – XIII.
- Hajdu Júlia – XIII.
- Hajnal Anna – XIV.
- Hajnóczi Gyula – III.
- Hajnóczy József – I., XII.
- Hajós Alfréd – V., XIII., XVI.
- Hajós Alfréd kézjegye – XIII.
- Hajós György – II.
- hálaadó emléktáblák a Kútvölgyi Boldogasszony Kápolnában – XII.
- hálás betegek emléktáblái a Szent Lukács gyógyfürdőben – II. (SztLGyf)
- Halassy Olivér – IV.
- Halász Gábor – III.
- Hámory Imre – XIII.
- Hampel József – III.
- Hamvas Béla – XIV.
- Hankóczy Jenő – V.
- Haranghy Jenő – IX.
- Harangozó Gyula – VI.
- Harangozó Teri – XIII.
- Haraszti János – II.
- Haris-bazár – V.
- Hármashatárhegyi repülőtér 50. évf. – III.
- Harmat Artúr – XIV.
- Harmincad Hivatal – V.
- Három Holló vendéglő – VI.
- Harrer Pál – III.
- Harsányi János – VII., XIV.
- Harsányi Kálmán – XV.
- Harsányi Rezső – II. (Bk)
- Harsányi Szabolcs – XII.
- Határok nélküli Európáért – VIII.
- határőrök... – I.
- határőrség – halottaink 1965–1982 – I.
- határőrség – halottaink 1984–1990 – I.
- határőrség – halottaink 1990–1996 – I.
- határőrség – halottaink 2002–2006 – I.
- Hatvani kapu – V.
- Hatvany Lajos – I., XIII.
- Hauszmann Alajos – V.
- Havas Ferenc – XIII.
- Havas Sándor – III.
- Haydn: A Teremtés – I.
- Hazafiak emlékére – XI.
- Hazai György – IX.
- Házmán Ferenc – II.
- Házy Erzsébet – III., IV.
- Hédervári Péter – II.
- ifj. Heé Tibor – XIV.
- Hegedüs Géza – XIII.
- Hegedűs Gyula – XIII.
- Hegedűs István – VI.
- Hegedűs Károly – XII.
- hegyi alakulatok hősi halottai – I.
- Hegyi Balázs – III.
- Hegyi Dalma – III.
- Hegyi György – XIII.
- Hegyi Tibor – VII. (Bk)
- Heidrich Lajos – XIII.
- Heinrich József – I.
- Heller Ágnes – XIII.
- Heller Pál – V. (Bk)
- Heltai Jenő – XIII.
- helytartótanács – I.
- helytörténet – I.
- Henszlmann Imre – I.
- Herhoff György – III.
- Herman Ottó – II., XII.
- Hernádi Gyula – XI.
- Hernádi Lajos – XIII.
- Hertelendy János – II.
- Herzen, Alekszandr Ivanovics – XIII.
- Herzl Tivadar – VII.
- Chaim Herzog – VII.
- Hevesi Sándor – VII.
- Hevesy György – V.
- Hidas Frigyes – I.
- Hild János – V.
- Hild József – V.
- Hincz Gyula – XIII.
- híres vendégek emléktáblája – II. (SztLGyf)
- Hirmann Ferenc – XIII.
- Hirschler Imre – V.
- Hock János – VIII., X.
- Milan Hodža – VIII.
- Hoffmann-ház – III.
- Hofi Géza – VI.
- Hóka Mihály – VIII.
- Hollán Ernő – XIII.
- Hollán Sándor és fia Hollán Sándor – I.[8]
- Holló Barnabás – II.
- Hollós Korvin Lajos – III., VI.
- Hollósy Szabolcs – XII.
- Holocaust 1944–1954 – I.
- Holokauszt 50. évfordulója – XIII.
- Holokauszt 60. évfordulója – VIII.
- Holokauszt helyi áldozatai – IV.
- Holokauszt óbudai áldozatai – III.
- Homoki Nagy István – V.
- Homoródi Lajos – III.
- honvéd hősök – I.
- honvéd hősök 1944–1945 – XII.
- Honvéd Kossuth Akadémia – VIII.
- Honvéd Sportoktatói Tanfolyam 50. évf. – XIII.
- Horn Artúr – V.
- Horn Gyula – XIII.
- Horthy István – IX.
- Horthy Miklós – I., XVI.
- Horusitzky Zoltán – XI.
- Horvai István – XIII.
- Horváth Ádám – XIII.
- Horváth Árpád – III.
- Horváth János – XI.
- Hoyos János – VIII.
- Hőgyes Endre – IX.
- Hölzl József – III. (Bk)
- Hörger Antal – I.
- Hősi halottak – XII.
- Hubay Jenő – I., XV.
- Hugonnai Vilma – VIII.
- Hules Béla – VIII.
- Hunyadi László – I.
- Hunyadi Mátyás – XIII.
- Huszár Imre – XI.
- Huszárik Zoltán – XIV.
- Huszka Jenő – I., XI.
- Huszti József – XI.

## I
- Ignácz Rózsa – XI.
- Ignotus – XII.
- Iharos Sándor – XVIII.
- Ihász Dániel – X.
- Ihrig Károly – XI.
- Ilenczfalvi Sárkány József – X.
- Illek Vince – IV.
- Illés Árpád – VI.
- Illés György – XIV.
- Illyés Gyula – II., XIII.
- In Memoriam... – I.
- internálótábor – VII.
- Irányi Dániel – V.
- Irinyi János – VIII.
- Irinyi József – XI.
- Ispánki Béla – XI.
- Istók János – IX.
- Istókovits Kálmán – V.
- Iván Kovács László – VIII. (2)
- Iványi-Grünwald Béla – V.

## J
- Jakó Géza – VIII.
- Jámbor Vilmos – XIII.
- Janikovszky Éva – VII.
- Janikovszky Éva Általános Iskola Üllői úti tagintézménye – X.
- Jankovich Ferenc – I.
- Jankovics Marcell – I.
- Szent János kórház 1848 – XII.
- II. János Pál pápa – XIV.
- Jánosi András – II.
- Jánosi Ferenc – II., VIII.
- Jány Gusztáv – I.
- Járdányi Pál – II.
- Járossy Jenő – IX.
- Jávor Pál – II., XII.
- Jeckel Ferenc – XIII.
- Jékely Zoltán – II.
- Jelenics József – XIII.
- Jeszenszky Ilona – XII.
- Jezsuiták – VIII.
- Jobbágy Károly – II.
- „Jocó”-csoport – VIII.
- Jókai-kert – XII.
- Jókai Mór – VI., VII.
- Joshfilm-Fischerfilm – III.
- Jós utcai robbanás áldozatai – III.
- Szegedinác Jovánovics Péró – I.
- Józan Vilma – XIII.
- József Attila – II., V., VI., IX., XIV.
- a József-hegyi-barlang felfedezői – II.
- Józsefvárosi zsidó mártírok – VIII.
- Jubál Károly – IX.
- I. Julianna holland királynő – VII.
- Jungfer Fémárugyár – VIII.
- Juriga Nándor – VIII.

## K
- Kaán Károly – II., XII. (2)
- Kaba Melinda – XI.
- Kabos Ede – VI.
- Kabos Gyula – VI., XIII.
- Kabos László – VI.
- Móse Kacav – VII.
- Kacsóh Pongrác – VIII.
- Kádár Béla – VIII.
- Kádár Gyula – XII.
- Kádárné Csák Ibolya – XII.
- Kadosa Pál – V.
- Kaesz Gyula – V.
- Kaffka Margit – IV., XII., XIII.
- Kaján Tibor – XIV.
- Kajlinger Mihály – IV.
- Kakas Lídia Szeretetotthon – VIII.
- Kaláka együttes – VI.
- Kállai Ernő – III.
- Kállai Ferenc – II. (SztLGyf)
- Kállai István – III.
- Kállay Miklós – VIII.
- Kallina Mór – XII.
- Kálló Ferenc – XII.
- Kálló Ferenc és a Helyőrségi Kórház orvosai, ápolói – XII.
- Kalló Viktor – XIII.
- Kálmán György – I.
- Kalmár László Számítástechnikai Szakközépiskola – II.
- Kalocsay Kálmán – II.
- Kandó Kálmán – II., VIII.
- Kántor Lajos – V.
- Kapás Dezső – XIII.
- Káplár Éva – XIII.
- Kápolna téri Általános Iskola – X.
- Kaposvári Ferenc – VIII.
- Kapuváry Zelma – V.
- Karácsony Sándor – VIII., XI.
- Karádi Károly – III.
- Karády Katalin – V.
- Karczag György – XIII.
- Kardos Tibor – V.
- Karig Sára – I., IV.
- Karikás Frigyes – XIII.
- Karinthy Ferenc – XI.
- Karinthy Frigyes – V., VII., VIII., XI.
- Karinthy Gábor – XI.
- Kármán Tódor – VIII.
- XII. Károly svéd király – V.
- Károli Gáspár – XXI.
- Károlyi Amy – II.
- Károlyi György – IX.
- Károlyi István – IV.
- Károlyi Sándor – IV., V.
- Kárpáti Aurél – XIII.
- Kárpát-medencéből elhurcolt áldozatok – VIII.
- Kassák Lajos – III., XIII. (3)
- Kaszás Andor – XIII. (Bk)
- katalán katonák – I.
- Katona József – VIII., XIII.
- katonavonat indításának megakadályozása – VIII.
- katonazenészek – I.
- katyńi vérengzés, katinyi mártírok – III.
- Kazimir Károly – XIII.
- Kazinczy Ferenc – VII.
- Kazinczy utca 14. – VII. (K)
- Kazinczy utca 48. – VII. (K)
- Kelemen Gyula – IV.
- Kelenföldi FC – XI.
- Keleti Károly – II.
- Keleti pályaudvar 100. évf. – VIII.
- Keleti pályaudvar 125. évf. – VIII.
- Kellér Dezső – XIII.
- Kemény Gábor – XIV.
- Kemény Henrik – VI.
- Kemény János – V.
- Kemény József – XI. (Bk)
- Kemény (Koch) Gusztáv – IV.
- Kemény Móritz – VI. (Bk)
- Kemény Pál – XIII.
- Kender-Juta és Politextil Gyár – XIII.
- Keönch Boldizsár – XII.
- Kerényi Grácia – III. (2)
- Kerényi György – I.
- Kerényi Miklós György – XIII.
- Kerényiné Kéri Margit – XIII.
- Kéri Kálmán – II.
- Anton Kerner von Marilaum – I.
- Kertész Erzsébet – XIII.
- Kertész Imre – II.
- Kertész Tivadar – VII. (Bk)
- Keszey Vince – VII.
- Keszi Imre – XIV.
- Kéthly Anna – VII. (2), VIII. (2), XIII.
- Keve András – V.
- Kézdy György – VII.
- Kibédi Ervin – VII.
- Kilencház telep – XIII.
- Kinszki Gábor – XIV. (Bk)
- Kinszki Imre – XIV., XIV. (Bk)
- Király gyógyfürdő – II.
- Király Színház – VII.
- Királyhegyi Pál – VII.
- Kirschner Miklós – VI. (Bk)
- „Kis Varsó” – VIII.
- Kisfaludy Károly – V.
- Kismarty-Lechner Jenő – XI.
- Kispest remíz első világháborús hősi halottai – XIX.
- Kiss Árpád – XI.
- Kiss Ernő – XVIII.
- Kiss János – XII.
- Prof. Dr. Kiss János – XIII.
- Kiss Jenő – II.
- Kiss Károly – III.
- Kiss Lajos – XI.
- Kiss László – II.
- Kiss Manyi – II.
- Kiss Pál és felesége – VII. (Bk)
- Kiss Sándor – V.
- Kiszely Gyula – II.
- Kitaibel Pál – II.
- Klapka György – V.
- Klebelsberg Kuno – II., XV.
- Klempa Simon – VIII.
- Klics Ferenc – XI.
- Klösz György – V.
- Kmetty János – V.
- Kmety György – VI.
- KMP II. kerületi szervezete – II. (E[9])
- Knopp Imre – IX.
- Kocsis András – XV.
- Kocsis Zoltán – XIII., XV.
- Kodály Zoltán – II., II. (SztLGyf), VI. (2)
- Kodolányi János – II., XII.
- Arthur Koestler – VI.
- Koffán Károly – XI.
- Kogutowicz Manó – V.
- Kohn család – XIV. (Bk)
- Kohner Ida – IX. (Bk)
- Kohn házaspár – XXII. (Bk)
- Kohn Sámuel – VII.
- Kókai Rezső – II.
- Kokas Ignác – XIII.
- Kolczonay Ernő – III.
- Ján Kollár – V.
- Koltói Anna – XXI.
- Komjádi Béla – II.
- Komjáthy István – XIII.
- Komlós Juci – XII.
- a kommunista terror áldozataiért – II.
- a kommunizmus áldozatai – XXI.
- Komor András – II.
- Komor Marcell – II.
- Komor Vilmos – VI.
- Kondor Béla – V., XI., XVIII. (2.)
- Konkoly Thege Miklós és intézete – I.
- Koós Iván – II.
- Kopácsi Sándor – VIII., XIII.
- B. Kopp Judit – VIII.
- Korányi Frigyes – VII.
- Korányi Imre – XIII.
- Korányi Sándor – V.
- Koren István – VI.
- Korláti Bernát István – XII.
- Kormos István – V.
- Kormos László – XXI.
- Korompay Emánuel Aladár – III., VIII.
- a Koronaőrség tagjai 1944–1945 – I.
- Korvin Ottó  – II. (E[10])
- Kós Károly – XIX.
- Kósa György – XII.
- Kosáry Domokos – XI.
- Kosáryné Réz Lola – XI.
- Tadeusz Kościuszko – I.
- Kossuth híd – I.
- Kossuth idézet – I.
- Kossuth Lajos – I., V. (2), IX., XXI.
- Koszorús Ferenc – VII.
- Kosztolányi Dezső – I., IX., XI.
- Kovács Béla – V. (2)
- Kovács Ferenc – XIII.
- Kovács Imre – V.
- Kovács J. honvéd – XII.
- Kovács Károly Pál – I.
- Kovács Margit – XIII.
- Kovai Lőrinc – V.
- Kováts István – VIII.
- Kozma Andor – XI.
- Kozma Ferenc – V.
- Kőbüfé – XII. (K)
- Kölcsey Ferenc – VIII.
- Körmendi János – II.
- Kőrösi Csoma Sándor – X.
- Kőrösy József – XI.
- Kővágó József – VI., VIII.
- Kövér Miklós – II.
- Kövesligethy Radó – XI.
- középkori városfal – II.
- Községi Polgári Fiúiskola – V.
- Közvágóhíd – IX.
- Krassó György – I., V.
- Krepuska Géza – VIII.
- Kresz Géza – XIII.
- Kretzoi Miklós – II.
- Krisztinavárosi plébániatemplom – I.
- Krompecher Ödön – XI.
- Kroó György – I.
- Krúdy Gyula – III., VII., VIII., XIII.
- Kubinyi András – XI.
- Kucsman Árpád – XI.
- Oskar Rudolf Kuehnel – III.
- Kulin György – III.
- Kun Imréné – II. (Bk)
- Kun Mór – VII. (Bk)
- Kuny Domokos – I.
- Kurír szerkesztősége – VI.
- Kuti László – XII.
- Wiesław Kuźnicki – II.
- Kuzsinszky Bálint – III.
- Külső-Bécsi úti elemi iskola 50. évf. – III.
- Kvassay (rácsos) híd – XXI.
- Kvassay Jenő – V.

## L
- Labancz Gyula – V.
- Ladányi Ármin és neje – XIII. (Bk)
- Ladányi Ferenc – XI.
- Lahner György – IV.
- Lajtha László – V.
- Lakatos Gabriella – XI.
- Lakatos László – II.
- Lakatos Menyhért – III.
- Lakner Artúr – VI.
- Lakner Lívia – VI.
- Lakóház – X.
- Lakos Éva – VIII. (Bk)
- Lakos Jenő – VIII. (Bk)
- LAKÓTERV – VII.
- Láng György – VI.
- Láng László – XIII.
- Valdemar Langlet – IV.
- Láng Rudolf – V.
- Langfelder Vilmos – VI.
- Tom Lantos – XIII. (2)
- Lares Humán Szolgáltató Kisszövetkezet – XIII.
- László Éva – II. (Bk)
- László Fülöp Elek – XIV.
- László Gyula – V.
- László Mária – VII.
- László Zsigmond – VII.
- Lászlóffy Woldemár – II.
- Latabár Kálmán – IV., XIV.
- Latinovits Zoltán – II., II. (SztLGyf), IX., XIV.
- Lebstück Mária – IV. (2)
- Lechner M. Franciska – IX.
- Lechner Ödön – XIV.
- légoltalmi hősök – I.
- Lehel Csarnok 20. évf. – XIII.
- Lehel vezér – XIII.
- Lékai László – III.
- Lénárd Ferenc – II.
- Lénárd Sándor – VII.
- Lencs István – II.
- Lendvay Kamilló – XIII.
- Lengyel Árpád – VIII.
- Lengyel Balázs – XII.
- lengyel mártírok – I.
- lengyel menekültek – II.
- Lengyel nemzetiségi templom – X.
- Lenz Hedvig – III.
- Leonardo da Vinci – VIII.
- Leövey Klára Ének-zene Tagozatos Általános Iskola – III.
- Lévai András – II.
- Lévai Jenő – II.
- Leveleki Eszter – II.
- Lichter Andorné – VI. (Bk)
- Lichter György – VI. (Bk)
- Liffa Aurél – VII.
- Ligeti Lajos – V.
- Limanovai csata – XIV.
- Link Richárd – XIII. (Bk)
- Carl von Linné – X.
- Liszauer Erzsébet – VII. (Bk)
- Lisznyay-Szabó Gábor – VI.
- Lisztenberg Éva – VI. (Bk)
- Liszt Ferenc – I., IV., V., VI., XIV. (2.)
- Liszt Ferenc Általános Iskola
- Litkei József – X.
- Litván György – XIII.
- id. Lóczy Lajos – II.
- Lóitató, emlékhely – XII.
- Lónyay Menyhért – IX.
- Lónyay utca – IX.
- Lorántffy Zsuzsanna – IV.
- Losonczy Géza – V., VIII.
- Lossonczy Ibolya – II.
- Lossonczy Tamás – II.
- A Lóvasút ferencvárosi végállomása – IX.
- Lőrinc György – XIII.
- Lőwy Izsák – IV. (2)
- A Ludovika Akadémia hősi halottai, 1932-es évfolyam – I.
- A Ludovika Akadémia hősi halottai, 1937-es évfolyam – I.
- A Ludovika Akadémia hősi halottai, 1942-es évfolyam – I.
- A Ludovika Akadémia hősi halottai, 1944-es évfolyam – I.
- Lukács András – II. (Bk)
- Lukács György – V.
- Lukács Lajos – XI.
- Lukács Margit – VIII.
- Lukács Miklós – I.
- Lukács Pál – VI.
- Lukáts Kató – V.
- Lukin László – II.

## M
- Mácsai István – XIII.
- Macskásy Árpád – XI.
- Madarász Viktor – XIII.
- Mády Lajos – IV.
- Magony Ida – XIII.
- Magyar Acélárugyár – XIII.
- Magyar Cserkészszövetség – IX.
- Magyar Elektrotechnikai Egyesület – VI.
- Magyar Élet könyvkiadó – V.
- Magyar Ferenc – XII.
- magyar filmoperatőrök emléktáblája Lásd. magyar operatőrök emléktábla[11]
- magyar hajdúk emlékére – I.
- Magyar Hajó- és Darugyár – XIII.
- Magyar Honvéd napilap – V.
- Magyari Endre – IX.
- Magyar Imre – XIII.
- magyar jakobinusok – I.
- Magyar Katalin – VI.
- Magyar Kémikusok Egyesülete – V.
- Magyar Képviselőház – VIII.
- Magyar Királyi Honvédhadsereg – I.
- Magyar Királyi Honvéd Ludovika Akadémia – VIII.
- Magyar Kórus – XII.
- magyar lányok, anyák, asszonyok – VIII.
- Magyar Mérnöki Kamara – V.
- Magyar Műszaki Múzeum – I.
- Magyar Nemz. Forr. Biz. Budai Parancsnoksága  – II.
- magyar operatőrök emléktábla – II.
- Magyar Optikai Művek – XII.
- Magyar Posta Oktatási Központ – X.
- Magyar repülés úttörői és első repülőterünk – XIV.
- Magyar Repülőgépgyár Rt. – XI.
- Magyar segítség Lengyelországnak – XXI.
- Magyar Szociális Népmozgalom – V.
- Magyar Televízió kísérleti adásainak stúdiója – XII.
- Magyar Textilfestő Rt. – III.
- Magyar Tudományos Akadémia Könyvtár és Információs Központ – V.
- Magyar Wolframlámpagyár Kremeneczky János Rt. – XIII.
- Magyarországi Földmunkások Országos Szövetsége – VII.
- Magyarországi Szociáldemokrata Párt – VI.
- Gustav Mahler – VI.
- Mahunka Imre – XI.
- Major Tamás – XIII.
- Makovecz Imre – XI.
- Maléter Pál – VIII. (2), IX., XII.
- Mándoky Kongur István – XI.
- Mándy Iván – V.
- Manninger Miklós – XIII.
- Mansfeld Péter – II. (2)
- Márai Sándor – I., II.
- Marastoni Jakab – V.
- Marczibányi István – II.
- Jozefina Marecsek – VII.
- Marek József – V.
- Márffy Ödön – XII.
- Márffy Ödön – XIII.
- Margit híd – II., V., XIII.
- Margit híd újjáépítése – II.
- Mária Dorottya württembergi hercegnő – V.
- Mária Intézet – IX.
- Márk Tivadar – I.
- Márkus László – VIII.
- Márkus László – XIII.
- Márkus Miksa – VII. (Bk)
- Margó Tivadar – XVIII.
- Mária Terézia – XXII.
- Markó Árpád – I.
- Markó Károly, id. – V.
- Maróczy Géza – VIII.
- Maros Rudolf – II.
- Maros Vilmos – XIII. (Bk)
- Marosiné Földvári Irén – XXI.
- Maróti Géza – XXI.
- Martin Lajos – I.
- Martinkó András – I.
- Márton István – VII.
- Második világháború – VIII.
- Második világháború áldozatai – VII.
- Második világháború áldozatai – XXI.
- Második világháború, az elhurcoltak emlékére – III.
- Második világháború katonahősei – VIII.
- Második világháború, „málenkij robot” – III., IV.
- Második világháború és az 1956-os forradalom áldozatai – III.
- Második világháború, zsidó áldozatok – XIII.
- Máté Péter – I.
- Mathia Károly – XI.
- Mathiász János – V.
- Mátrai Gyula – V.
- Mátrai Sándor – XI.
- Mátray Ferenc – II.
- Matura Mihály – XIII.
- Mátyás király Gimnázium – II.
- Mátyás király vadaskertjének emlékére – II.
- Matyéka Károly – I.
- MÁV Tisztképző Intézet – VIII.
- Meczner Lajos – I.
- Medgyessy Ferenc – III., VIII., XXI.
- Mednyánszky Ági – V.
- Medve utca – II.
- Medveczky Jenő – V.
- Megyesi Gusztáv – III.
- Méhes Attila – II.
- Melis László – VIII.
- Melocco János – V.
- MÉMOSZ – VII.
- Menczer Gusztáv – II.
- Mensáros László – VII., VIII.
- Mentőkórház – VI.
- Méray Motorkerékpát Gyár – XII.
- Mérei Ferenc – II.
- Merényi Gusztáv – III.
- Merkovics Gergely – III.
- Mesz János – VIII.
- Meszlényi Zoltán – XIV.
- Mészöly Miklós – XII.
- Mező Ferenc – II.
- Mihalik József – XVI.
- Miháltz Pál – XI.
- Mihályfi Ernő – II.
- Mihelics Vid – I.
- Mikes György – XIII.
- Mikes Lajos – XII.
- Miklósy György – VII.
- Mikó András – I.
- Mikó Imre – I.
- Mikoviny Sámuel – III. (2)
- Mikszáth Kálmán – VII., VIII., IX.
- Mildenberger Márton – IV.
- Millecentenárium – III.
- Millenáris Sportpálya – XIV.
- Millennium – III., XII.
- Millenniumi Földalatti Vasút – XIV.
- Mindszent utca – I.
- Mindszenty József – III., V., VI., XII.
- minorita kolostor – I.
- Miskolczi László – XIII.
- MMG-Automatika Művek – III.
- Mojzes Imre – XIII.
- Moldován Stefánia – XIII.
- Mollináry Gizella – XI.
- Molnár Antal – XI.
- Molnár Erik – VI.
- Molnár Ferenc – VIII. (2), IX.
- Molnár Gábor – XII.
- Molnár István – VII.
- Molnár József és felesége – VI. (Bk)
- Molnár C. Pál – XI.
- Móna István – XIII.
- Montag Lajos – VI.
- Móra Ferenc – I.
- Móra István – III.
- Móra László – III.
- Móricz Zsigmond – XI.
- Moszkva tér – II.
- MTA-tagok Újpestért I. – IV.
- MTA-tagok Újpestért II. – IV.
- Munkácsi Bernát – VI.
- Muray Róbert – XIII.
- Muttnyánszky Ádám – II.
- Muzsnai László – XII.
- Mühlbeck Károly – XVI.
- Müller Sándor – II.
- Münz Mózes – III.
- Műteremház–Művészkert alkotói – VIII.

## N
- Nádasdy Kálmán – XII.
- Nádas Frigyes – XIII. (Bk)
- Nagy Antal – VIII.
- Nagy Balogh János – XIX.
- Nagy Dániel Ferenc – VI.
- Nagy Ferenc – V., IX.
- Nagy György – VIII.
- Nagy Imre – II., VIII., XVI.
- Nagy Imre és mártírtársai – II.
- Nagy Imre és társai – VI.
- nagyjaink a tudományban – II.
- Nagy Jenő – VI., XII.
- Nagy József – XIII.
- Nagy József Attila – XV.
- Nagy Károly – VIII.
- Nagy Lajos – II.
- Nagy Lajos király – III.
- Nagy Lajos – III.
- Nagy László – III., XIV.
- Nagy László – VIII.
- Nagymajtényi Károly – II.
- Nagyváthy János – V.
- Nagy Vilmos – I.
- Nándorfehérvári diadal – XII.
- Nasser András – IV. (Bk)
- Nasser Bözsi – IV. (Bk)
- Nasser Dezső – IV. (Bk)
- Nasser Georgia – IV. (Bk)
- Nasser István – IV. (Bk)
- Nasser Péter – IV. (Bk)
- Návay Lajos – V.
- Navratil Ákos – V.
- NÉKOSZ Szabó Dezső Népi Kollégium – VIII.
- Nemecsek Ernő – IX.
- Neményi Lili – VII.
- Nemeskürty István – XIII.
- Nemes-Lampérth József – V.
- Nemes Nagy Ágnes – XII.
- Nemessányi Sámuel Félix – VIII.
- a németek kitelepítése – II., III., XXI.
- német segélykórház 1956-ban – III.
- Német utcai iskola 100. évf. – VIII.
- Németh Endre – XI.
- Németh Gyula – XI.
- Németh József – XII.
- Németh László – I., II. (2)
- Nemzetiségi emlékhely – XVIII.
- Népfelkelő gyalogezred – I.
- Népszínház – VIII.
- Neumann Andor – XIII. (Bk)
- Neumann János – V. (2), VII., XII.
- Neumark Jenő – VIII. (Bk)
- Neuschloss Kornél – XIV.
- Nizsalovszky Endre – II.
- Nobel-díjasaink – II.
- Normafa – XII. (2)
- Noszky Jenő – XVI.
- Noszlopy Gáspár – IX.
- Ladislav Novomeský – VII.

## Ny
- a nyilas rémuralom áldozatai – XIII.
- Nyugati pályaudvar: az európai filmkultúra kincse – VI.
- Nyugat szerkesztősége – IX.

## O, Ó
- Obersovszky Gyula – XIII.
- Óbudai Egyetem – III.
- Óbudai Gázgyár – III.
- az Óbudai Izraelita Elemi Iskola holokauszt-áldozatai – III.
- Óbuda kocsiszín első világháborús halottai – III.
- Óbudai Szent Péter és Pál-főplébánia millenniuma – III.
- óbudai tengerészlaktanya – III.
- Ocskay László – XIV. (2)
- Okályi Iván – V.
- olimpiai bajnok katonák – I.
- Olof Palme – XIV.
- Oltai Vilmos – II.
- oltalmazó nővérek és áldozatok – XIV.
- Oltay Károly – XI.
- OMIKE művészek – VII.
- Orbán Antal – XII.
- Orbán Ottó – III.
- Orczy Lőrinc – VIII.
- Ordass Lajos – XII.
- Oros Kálmán – VIII.
- Orosz Júlia – XIII.
- az ország első lakásszövetkezete – VII.
- Országház utca – I.
- Országh László – V.
- Országos Baleseti és Sürgősségi Intézet, „Orvoshalottaink 1956–” – VIII.
- Országos Erdészeti Egyesület – V.
- Országos Ifjúsági Bizottság és Kabay Márton Kör – IX.
- Országos Kéktúra – II.
- Országos Kőolaj és Gázipari Tröszt – V.
- Országos Munkás Betegsegélyező és Balesetbiztosító Pénztár – VII.
- Oser Nándor és neje – XIII. (Bk)
- Osvát Ernő – VII.
- Osváth Júlia – II.
- Osváth László – I.
- Ottlik Géza – I., II., II. (SztLGyf), XI.

## Ö, Ő
- Örkény István – II., II. (SztLGyf), VII.
- Öveges József – II.
- Őze Lajos – I.

## P
- Paczkosz Mihály – VI.
- Pais Antal – VIII.
- Pais Dezső – XI.
- Paku Imre – XI.
- Palágyi Lajos – II.
- Pálffy ház – I.
- Pallas Irodalmi és Nyomdai Rt. – V.
- Pálos bástya – V.
- Palotai Boris – V.
- Palotás László – XI.
- Pál-völgyi-barlang felfedezésének 100. évf. – II.
- Pál-völgyi-barlang felfedezői és kiépítői – II.
- Pálya utca – I.
- Pállya Celesztin – IV.
- Pamlényi Ervin – XI.
- Pannónia gőzmalom – XIII.
- Pap Gyula – XIII.
- Papp Ferenc – XIII.
- Papp László – XIII.
- Pap Vera – XIII.
- Pártos Erzsi – V.
- Pártos Ödön – VI.
- Passuth László – II.
- Pataki Ferenc (fejszámoló) – XIII.
- Pataki Ferenc (szociálpszichológus) – XIII.
- Pataki István – X.
- Pataky István – VIII.
- Patrubány Gergely – IX.
- Pátzay Pál – II.
- Paulay Ede utca 60. – VI. (K)
- Pazeller Jakab – VIII.
- Pázmány Péter Katolikus Egyetem – XI.
- Péch Antal – I.
- Pécsi Eszter – XIII.
- Pécsi Sándor – II.
- Pécsi Sebestyén – IV.
- Pedagógusok Országos Szervezete – VII.
- Jean-Pierre Pedrazzini – VIII.
- Pege Aladár – VIII.
- Péli Tamás – IX.
- Pénzügyőr SE – II.
- Pércsi Lajos – III.
- Perédi Károly – XII.
- Perényi Ferenc – I.
- Perényi Imre – I.
- Giorgio Perlasca – XIII.
- Perl Sámuel – VII. (Bk)
- Perlrott-Csaba Vilmos – XIII.
- Pernye András – VII.
- Peschka Vilmos – II.
- Pest–Vác-vasútvonal 100. évf – VI.
- Pest–Vác-vasútvonal 125. évf. – VI.
- Pest–Vác-vasútvonal 150. évf. – VI.
- Pesti Magyar Színház – VIII.
- Pestszentlőrinc első vasútállomása – XVIII.
- Pesty Frigyes – V.
- Péterfi István – VI.
- Pethe Ferenc – V.
- Pethő Sándor – VI.
- Pető András – V.
- Petőfi híd újjáépítése – XI.
- Petőfi Sándor – V. (3), VII., VIII.
- Pető Tiborné – XIII. (Bk)
- Petress Zsuzsa – XII.
- Petróczy István – XI.
- Petrovácz Gyula – XIII.
- Peyer Károly – XIII.
- Piast Erzsébet magyar királyné – III.
- Philadelphia kávéház – I.
- Pilch Jenő – I.
- Pilinszky János – VI., VIII.
- piliscsabai páncélos katonák – VIII.
- Józef Piłsudski – XII.
- Pinczési Judit – II.
- Pintér József – IV.
- Plósz Sándor – IV.
- Póczy Klára – III.
- Podmaniczky Frigyes – I., V. (3), VI.
- Podvinecz és Heisler Gépgyár – XIII.
- Pogány Margit – XIII.
- Pogány Miklós – VII. (Bk)
- Pokorny Endre – XXII.
- Pokorny József – II.
- Polcz Alaine – XII.
- Polgári Iskolai Tanárképző Intézet – XII.
- Polgármesteri Hivatal – IX.
- Pollack Mihály – VIII.
- Pollák Imre – IX. (Bk)
- Pollatschick Endre – V. (Bk)
- Pongrátz Gergely – VIII.
- Popper Péter – XIII.
- Pór Bertalan – II., VIII.
- portugál „védett ház” – XIII.
- Pozdech József harangfelszerelés-gyára – XIII.
- Práter utcai iskola – VIII.
- Prém Margit – IV.
- Prielle Kornélia – XI.
- Prohászka Lajos – I.
- Prokop Péter – XXI.
- Prokopp Sándor – IX.
- Pro Memoria – XII.
- Promontor – XXII.
- Pro Patria 1956 – XI. (2)
- Protestáns gályarab prédikátorok – XVII.
- Prőhle Károly – XI.
- Andrzej Przewoźnik – III.
- Psota Irén – II.
- Puczi Béla – VI.
- Puskás Ferenc – XIV., XIX. (2)
- Puskás Ferenc – VIII.
- Puskás Tivadar – VIII.
- Alekszandr Szergejevics Puskin – VIII.

## R
- Rába György – XIII.
- Rába Lilla – XIII.
- Rabinovszky Máriusz – VII.
- Rácz Aladár – XII.
- Rácz György – II.
- Ráday Gedeon – IX.
- Ráday Imre – IX.
- Ráday Pál – IX.
- Radics Béla – XIII.
- A rádió ostromának áldozatai – VIII.
- Radnai Béla – V.
- Radnai György – XIII.
- Radnóti Miklós – V. (2), VIII., XII., XIII. (3 + Bk.)
- Radó Arthur – II. (Bk)
- Radó Károly – XIII.
- Radocsay Dénes – XII.
- Raffael Fedor – II. (Bk)
- Raffael Tivadar – II. (Bk)
- Rajnai Gábor – II.
- ifj. Rajk László – XIII.
- Rajz János – V.
- II. Rákóczi Ferenc – VIII., XXI.
- II. Rákóczi Ferenc Katonai Középiskola – XVI.
- Rákóczi pékség – VIII. (K)
- Rákóczi-szabadságharc – IX.
- Rákospalota – XV.
- Rákospalotai Polgári Kör – XV.
- Rákosy Gergely – X.
- Raksányi Gellért – VI.
- Ránki György – II.
- Rásonyi László – XI.
- Rátonyi Róbert – II.
- Ravasz László – II., IX.
- Rázga Pál – III.
- Rechnitz Béla – V. (Bk)
- Rechnitz Zoltán – V. (Bk)
- Redő Ferenc – XIII.
- Református templom – XVII.
- regensburgi bajor katonák – I.
- Régi posta utca – V.
- Regnum Marianum Ifjúsági Centrum – VII.
- Regöly-Mérei Gyula – V.
- Reich Aladár – XIII.
- Reich Károly – XII.
- Reinitz Béla – V.
- Reissmann Károly Miksa – XI.
- Reitter Ferenc – XIII.
- Rejtő Jenő – VII.
- Rékassy Csaba – II.
- Reményi József – XIII.
- Reppman Károly – XI.
- Réthey Lajos – III.
- Réti József – I.
- Réti Mátyás – I.
- Révay József – XVI.
- Révész Béla – XIII.
- Révész Zsigmond – VIII. (Bk)
- Reviczky Imre – II., III.
- Réz Ádám – XII.
- Réz Pál – XIII.
- Richter Gedeon – XIII.
- Ridovics László – XIII.
- Ripka Ferenc – I.
- Róbert Artur – XII.
- Roboz Lajos – VI. (Bk)
- Rockenbauer Pál – VIII.
- Rochlitz Gyula – VIII.
- Rodolfo – V.
- rohamtüzérek emlékére – I.
- roma holokauszt – III., VII.
- Román András – V.
- Románné Goldzieher Klára – XIII.
- Romhányi József – XIII.
- Rómer Flóris – III.
- Rónai Mihály András – VI.
- Rónai Béla – IX. (Bk)
- Rónai Mihály és felesége – V. (Bk)
- Rotary International – VIII.
- Róth Béla – XIII.
- Róth Miksa – VII., VIII.
- Angelo Rotta – I.
- Rottenbiller Lipót – V.
- Rottenbiller park – X.
- Rozgonyi palota – I.
- Rózmann Ákos – XIX.
- Rózsa György – XIII.
- Rózsahegyi Kálmán – XII.
- Wilhelm Conrad Röntgen – XIII.
- Rubel Izidor és neje – II. (Bk)
- Rubinyi Mózes – XI.
- Rudnay Gyula – IX., XI.
- Konrad Kazimierz Rulikowski – V.
- Rusznyák István – VIII.
- Sota Rusztaveli – XII.
- Ruttkai Éva – II., VII.
- Ruttkai Iván – VII.
- Ruttkai Ottó – VII.

## S
- Sachár Vilmos – VII. (Bk)
- Sági László – XXI.
- Salamin Pál – II.
- Salamon Béla – XIII.
- Salamon Ferenc – VII.
- Salamon Henrik – IX.
- Salamon-Rácz Tamás – II.
- Sándor Frigyes – XIII.
- Sándorfi Ede – VIII.
- Sándor Gyula és neje – V. (Bk)
- Sándor István – IV.
- Sándor Kálmán – V.
- Sándor palota – I.
- San Marco hercegné – III.
- Sánta Ferenc – XIII.
- Ángel Sanz Briz – VI., XIII.
- Saile Antal – III.
- Sárdy Brutus – III.
- Sárközi György – VII.
- Sárközy Soma – IX.
- Sárosi Béla – XI.
- Sárosi György – XI.
- Sárosi László – XI.
- Sas György – XIII.
- Sas László – XI.
- Saturninus Slavus – XXII.
- Savoyai Jenő – XXII.
- Saxlehner András – VI.
- Schaub Zoltán – IV.
- Scheiber Hugó – VII.
- Schenzl Guidó – I.
- Schiller Erzsébet – III. (Bk)
- Schlick-féle Vasöntöde és Gépgyár – XIII.
- Schmidek László – VII. (Bk)
- Schneider József – VIII.
- Schneider József Kártyafestő Műhelye – VII.
- Schönvisner István – III.
- Schöpflin Aladár – I.
- Schöpf-Merei Ágost – VIII., IX.
- Schreiber József – VII. (Bk)
- Schulek Elemér – XI.
- Schulek Frigyes – XI.
- Schulek János – XI.
- Schwarcz Zoltán – VIII. (Bk)
- Schwarz Kati – V. (Bk)
- Schwéger Tamás – XI.
- Schweitzer József – XIII.
- Sebestyén Géza – XI.
- Sebők Béla – II. (Bk)
- Semmelweis Ignác – I., V.
- Semsey Aladár – IV.
- Serény Farkas – XIII. (Bk)
- Seress Rezső – VII.
- Amrita Sérgil – I.
- Sevcsik Jenő – II.
- ’Sigmond Elek – V.
- Sigray Antal – I.
- Sík Ferenc – II.
- Simándy József – XII.
- Simon Albert – V.
- Simon István – XIII.
- Simon Tibor – II., IX.
- Simor Intézet – VIII.
- Sina György – XVIII.
- Sina Simon – XVIII.
- Sinka István – II.
- Sinkó László – III.
- Sinkovits Imre – III., V., VIII.
- Sipeki Balás Géza – XI.
- Solt Ottilia – II.
- Solti György – XII.
- Sólyom László – I., II.
- Somlay Artúr – V.
- Somlyó Zoltán – XI.
- Somogyi Jenő – XIII.
- Somogyváry Gyula – I.
- Soó Rezső – XIII.
- Soós András – XIII.
- Sophianum – VIII.
- sorkatonák – I.
- Sós Aladár – II.
- Sós Júlia – II.
- Sörház utca – V.
- Sőtér István – XI.
- spanyol katonák – I.
- Baruch Spinoza – VII.
- Spitzer Gerzson – III.
- Sportkórház 50. évforduló – XII.
- Stadler Tivadar – VII. (Bk)
- G. Staindl Katalin – II.
- Steiner Sándor – XIII. (Bk)
- Stern Spronz Aranka – VII. (Bk)
- Stern Spronz Rózsa – VII. (Bk)
- Stern Spronz Olga – VIII. (Bk)
- Steuermann Zsigmond – XIV. (Bk)
- Stollár Béla – V.
- Anton Straka – XIV.
- Johann Strauss, ifj. – V.
- Strobl Alajos – VI.
- Sugár László – V. (Bk)
- Sugár Rezső – XII.
- Sulyok Mária – XIII.
- Supka Géza – XI.
- Süpek Ottó – VIII.
- Süss Nándor – XII.
- Sütő utca – V.
- svájci „védett házak” – XIII.
- svéd „védett házak” – XIII.

## Sz
- Szabadi Ilona – XI.
- Szabados Béla – VIII.
- a szabadságharc zsidó honvédjei – VII.
- Szabadváry Ferenc – XII.
- Szabó Dezső – I., VIII., XII.
- Szabó Ervin – VIII.
- Szabó Ferenc – XIII.
- Szabó Gusztáv – V.
- Szabó Ilona – VIII.
- Szabó Ilonka – I.
- Szabó Imre – XIV.
- Szabó János – II.
- Szabó József – XIV.
- Szabó József – XI.
- Szabó József – VII. (Bk)
- Szabó Kálmán – XIII.
- Szabó Lőrinc – II., XII.
- Szabó Magda – II.
- Szabó Sándor – V.
- Szabó Zoltán – XIII.
- Szabolcsi Bence – XIII.
- Szakácsi Sándor – IX.
- Szalatnai Rezső – I.
- Szalay László – V. (2)
- Szalay Tivadar – VIII.
- Szalay Zoltán – V.
- Szalka András – XIII.
- Szántó Endre – XIII. (Bk)
- Szántó Gyula – XII.
- Szántó Piroska – I., XIII.
- Szatmári István – XIII.
- Szauder József – I.
- Széchenyi István – I., III., V. (3), XII.
- Széchenyi lánchíd – V.
- Széchenyi Ödön – III., VIII.
- Széchenyi Zsigmond – I., VI.
- Szécsi Margit – III., XIV., XVIII. (2.)
- Szegedi Molnár Géza – VI.
- Székács Elemér – V.
- Székács József – V.
- Székely Mihály – VI.
- Szekeres György – XIII.
- Szekrényessy Kálmán – V.
- Szekula Mária – II.
- Szeleczky Zita – XI.
- Széli Sándor – III.
- Széll László – XII.
- Szemere Bertalan – V. (2)
- Szemes Mari – XIII.
- Szemlő-hegyi-barlang – II.
- Szendrey Júlia – VIII.
- Szendrey-Karper László – V.
- Szendrő József – VII.
- Szentágothai János – XII.
- Szent-Györgyi Albert – IX.
- Szentgyörgyi Dezső – II.
- Szent György kápolna – I.
- Szent István első vértanú templom – II.
- Szent István Gimnázium – XIV.
- Szentiványi Lajos – V., XIII.
- Szent Kereszt Plébánia – IX.
- Szentkirályi Móric – VIII.
- Szent László Repülő Lövészezred hősi halottai – I.
- Szent László-templom – X.
- Szentléleky Tihamér – XIII.
- Szentmiklósy Andor – II.
- Szentpál Olga – VII.
- Szent Péter-templom – II.
- Szép Ernő – VI., XIII.
- Szepes Mária – II.
- Szepesi György – XIII.
- Szerb Antal – II.
- Szerdahelyi János – XII.
- Szerencsi Éva – V.
- Szervánszky Endre – II.
- Szervét Mihály – XVIII.
- Szervét Mihály téri unitárius templom – XVIII.
- Szervita téri parkolóház – V.
- Sziklai Gábor – XI. (Bk)
- Sziklai Jenő – XI. (Bk)
- Sziklakórház – I.
- Sziklay László – XII.
- Szilágyi József – V.
- Szilárd Leó – VI., VII.
- Szilvási Lajos – VII.
- Szilvássy Margit – VI.
- Szinai Sándor – IX. (Bk)
- Szinyei Merse Pál – VI.
- Szirtes Ádám – II.
- Szkárosi Endre – XIII.
- szlovák munkások – XIII.
- szlovák tannyelvű iskola és kollégium – VIII.
- Szlovák utca – VIII.
- Szluha Vilmos – III.
- Szobotka Tibor – II.
- Szociális Testvérek – XIV.
- Szollás László – XII.
- Szombathelyi Ferenc – I.
- Szombathelyi László – XIV.
- Szombathy Viktor – XII.
- Szombat kapu – I.
- Szomory Dezső – V., XIII.
- Szondy György – VI.
- szovjet állambiztonsági börtön – VI., VIII.
- Szőcs Áron – XV.
- Szőke Simon Sándor – XIV. (Bk)
- Szőnyi István – IV., VIII., XXI.
- Szövetkezetek Nemzetközi Szövetsége – IX.
- Szrogh György – III., XXI.
- Sztankay András – II.
- Sztankay István – XII.
- Sztehlo Gábor – I., XII. (2)
- B. Sztojanovits Adrienne – XII.
- Sztrókay Kálmán – II.
- Szunyoghy János – IV.
- Szurmay Sándor – XVI.
- Szusza Ferenc – XIII.
- Szűcs Ervin – II.
- Szücs István – XV.
- D. Szűcs László – III.
- szülőotthon ágyalapítói – IV.
- Szűz Mária prépostsági templom – III.

## T
- a tabáni tűzvész – I.
- Tábori György – VIII.
- Tábori Nóra – II.
- Takács Marika – XIII.
- Tamási Áron – XII.
- Tamássy Zdenko – V.
- Tamkó Sirató Károly – III.
- Tanácsköztársaság áldozatai – IV.
- Tánczos Gábor – VIII.
- Táncsics Mihály – I., VIII., IX., XXI.
- Tartsay Vilmos – VI., XII.
- Tatay Sándor – XIII.
- Tátrai Vilmos – XIII., XIX.
- Técsőy Tichy Henrik – IV.
- Telcs Ede – XII.
- Telekes Béla – II.
- Teleki Pál – XVIII.
- Teleki Pál Munkaközösség – V.
- Teller Ede – V., XXI.
- Tenke Tibor – XV.
- Terror Háza – VI.
- Tersánszky Józsi Jenő – XII.
- Tessedik Sámuel ifj. – V.
- Teszársz Károly – III., VII.
- Thoma Frigyes – V.
- Thököly Imre – V.
- Thurzó Gábor – V.
- Tichy Lajos – XIII.
- Tihanyi Lajos – XIII.
- Tildy Zoltán – II., VIII.
- Till Ottó – III.
- Tisza István – V.
- Tiszti kaszinó – V.
- Tisztviselőtelepi Kaszinó – VIII.
- Tobak Tibor – III.
- Todoreszku Gyula – VIII.
- Toldalagi Pál – III.
- Tolnai Lajos – VIII.
- Tolnay Klári – V.
- Tolnay Sándor – V.
- Toperczer Oszkár – II.
- Torma Károly – III.
- Tormay Cécile – VIII.
- Toroczkai Wigand Ede – I.
- Tóth Ágoston Rafael – II.
- Tóth Aladár – XIII.
- Tóth Árpád – I. (2)
- Tóth Eszter – VI.
- Tóth Géza – II.
- Tóth Ilona – XXI.
- Tóth István – I.
- Tóth József – XXII.
- Tóth Lőrinc – XII.
- Tóth Mihály – XIII.
- Tóth Potya István – XIII.
- Dr. Tóth Szabolcs – XIII.
- Tours-i Szent Márton és Flüei Szent Miklós-plébániatemplom – XIII.
- Török Béla – XIV.
- Török Erzsébet – VIII.
- Török Ignác serfőzőháza – VIII.
- a török kor utáni első gimnázium – I.
- Török Pál – IX.
- Török Sándor – II.
- Történelmi Igazságtétel Bizottság – V.
- Tripolisz – XIII.
- Trócsányi Zoltán – IX.
- Trom Aladár – VIII.
- Tudományegyetem – I.
- Tudor Accumulator-gyár Rt. – XIII.
- Tuli József – II.
- Turóczi-Trostler József – IX.
- Tüdős Klára – XII.
- tűzoltó hősi halottak – I.
- tűzoltó hősök – VI.
- tűzszerészek, aknakutatók hősi halottai – I.
- tűzszerész-emlékmű – I.
- Tyroler Gyula – VII. (Bk)

## U, Ú
- Ugray György – III.
- Ugray Klotild – XII.
- Ugró Gyula – IV.
- Uhlár Béla – XIII.
- Ujhelyi Imre – V.
- Új iskola – XII.
- Az újlipótvárosi nemzetközi gettó – XIII.
- Az újkori olimpiák magyar bajnokai – XII.
- Újpest községháza
- Újpesti TE alapítási helye – IV.
- Újpesti vasúti híd újjáépítése – XIII.
- Újpesti Zeneművelő Egyesület – IV.
- Ujváry Lajos – XI.
- Ukrajna első külképviselete – II.
- I. Ulászló – I.
- Ungár Imre – II.
- Ungár Jenő – VIII. (Bk)
- Ungár Margit – XIII.
- Urbach László – VI.
- Ury Ibolya – XIII. (E)

## V
- Váci kapu – V.
- Vadász Árpád – XIII. (Bk)
- Vadász Géza – XIII. (Bk)
- Vágó Nelly – XIII.
- Vajda János – IX.
- Vámbéry Ármin – V.
- Vámos László – XIII.
- Vámosi János – II.
- Vanczák Béla és családja – VII.
- Vándor Sándor – VII.
- Váradi Sándor – III.
- Várbarlang – I.
- Varga Ferenc – IV.
- Varga Katalin – IX.
- Varga Nándor Lajos – VI.
- Varga Ottó – I.
- Varga Zoltán – XIV.
- Vargha Balázs – XI.
- Vargha László – VIII.
- Várkonyi Zoltán – II.
- Város-kút – XII.
- Város-kút alsó kútház – XII.
- Varsányi Irén – V.
- várvisszafoglalók – I.
- Vásárhelyi Magda – V.
- Vas István – I., XIII.
- Vásárhelyi Boldizsár – XI.
- Vassné Kovács Emőke – II.
- Vastagh György és családja – I.
- Vasúti Munkások Országos Szövetsége – VII.
- Vasvári Pál – VI., VIII.
- Vasváry Miklós – XII.
- VATEA Rádiótechnikai és Villamossági Rt. – XIII.
- vatikáni „védett ház” – XIII.
- Vázsonyi János – VI.
- Vázsonyi Vilmos – VI.
- Vedres Márk – XIII.
- Vég László – III.
- Végh Antal – II.
- Vekerdi László – XII.
- Venetianer Lajos – IV.
- Veres Pálné – V.
- Veres Péter – XVI.
- Vermes Miklós (tanár) – VII., XXI.
- Vértes Gábor – VII. (Bk)
- Dr. Vértes István – II. (Bk)
- Vészi Endre – I.
- ifj. Vida Ferenc – XIV.
- Vidats István – IX.
- Vidarény Iván – XIII.
- Vidats János – IX.
- Vidor Miklós – VIII.
- Vidor Oszkár – IX. (Bk)
- Vígh Tamás – XII.
- Vigyázó Miklós – XIII.
- Vihar Béla – VII.
- Vikár György – II.
- A Világ Királynője engesztelő kápolna – XII.
- villamos vontatás 50. évf. – VIII.
- Vilma holland királynő – VII.
- Vitkovics Mihály – V.
- Vizi János – VIII.
- vízisportolók emléktáblája – II.
- vízivárosi elöljáróság – I.
- Vízkelety László – II.
- a víztorony megmentése – IV.
- Vladár Gábor – XII.
- Vogel Eric – VII.
- Vörös Brigád partizán csoport – VII.
- Vörösmarty Mihály – V. (2)
- Vörös Rozália – XIII.
- Vujicsics D. Sztoján – V.
- Vujicsics Tihamér – V.
- Vukán György – XII.
- Vydra László – XXII.

## W
- Wagner Károly – V.
- Richard Wagner – V.
- Wahrmann Mór – XIII.
- Wälder Gyula – XI.
- Waldhauser család – XIV. (Bk)
- Raoul Wallenberg – II., V., VI., VIII., XI., XIII.
- Warga László – XI.
- Wass Albert – X.
- Weichinger Károly – XI.
- Weiner Leó – VI. (2)
- Weiss Andor – VIII. (Bk)
- Weiss Arthur – XIII.
- Weiss László – VIII. (Bk)
- Weiss Magda – VIII. (Bk)
- Weiss Manfréd – XXI.
- Weiss Manfréd Acél- és Fémművek – XXI.
- Weisz Mihály – VII. (Bk)
- Weisz Nándor – VIII. (Bk)
- Wekerle Sándor – XIX.
- Wellman Imre – II.
- Wenckheim-palota – VIII.
- Weöres Sándor – II.
- Wessely János – XIII.
- Wesszely János – II.
- Wigner Jenő – VI., VII.
- Wolfner Lajos – IV.
- Mieczysław Woroniecki – V.
- Wrabel Sándor – III.
- Würtz Ádám – XIII.

## X
- Xántus János – VII.

## Y
- Ybl Miklós – V., VI., VIII., IX. (3)

## Z
- Záborszky Nándor – XXII.
- Zách János Ferenc – V.
- Zádor Anna – II.
- Zádor István – VI.
- Zágon István – II.
- Zala György – XIV.
- Zalayné Répásy Györgyi – II.
- Zambelli Lajos – XXII.
- Zana Albert – XII.
- Záray Márta – II.
- Zelenka László – XI.
- Zelenka Margit – XII.
- Zemplén Győző – III. (E)
- Zeneakadémia építése – VI.
- Zenthe Ferenc – II.
- Zichy Ferenc – III.
- Zichy Ottó – III.
- Zielinski Szilárd – XI.
- Zilahy Irén – XI.
- Zipernowsky Károly – II., III.
- Zirzen Janka – II.
- Zrumeczky-kapu – XIX.
- Zuglói mártírok – XIV.
- Zugló kocsiszín I. világháborús halottai I. – XIV.
- Zugló kocsiszín I. világháborús halottai II. – XIV.
- Zugló (Rákosváros) elöljárósága 60 éves – XIV.

## Zs
- Zsámboki Pál – III.
- Zsedényi Béla – V.
- Zsengellér József – IV.
- zsidó áldozatok – VI., XII.
- zsidó áldozatok emlékére – XII.
- Zsidó Fiúárvaház – III.
- zsidó mártírok – XIV.
- zsidó vértanúk – VII.
- Zsigmond magyar király – III.
- Zsigmondy Vilmos – VII., XIII.
- a zsinagóga felújítói – III.
- Zsindely Ferenc – XII.
- Zsirai Miklós – II., III.
- Zsudi József – IX.